# Beaurainville
Beaurainville là một xã của tỉnh Pas-de-Calais, thuộc vùng Hauts-de-France, miền bắc nước Pháp.

## Views

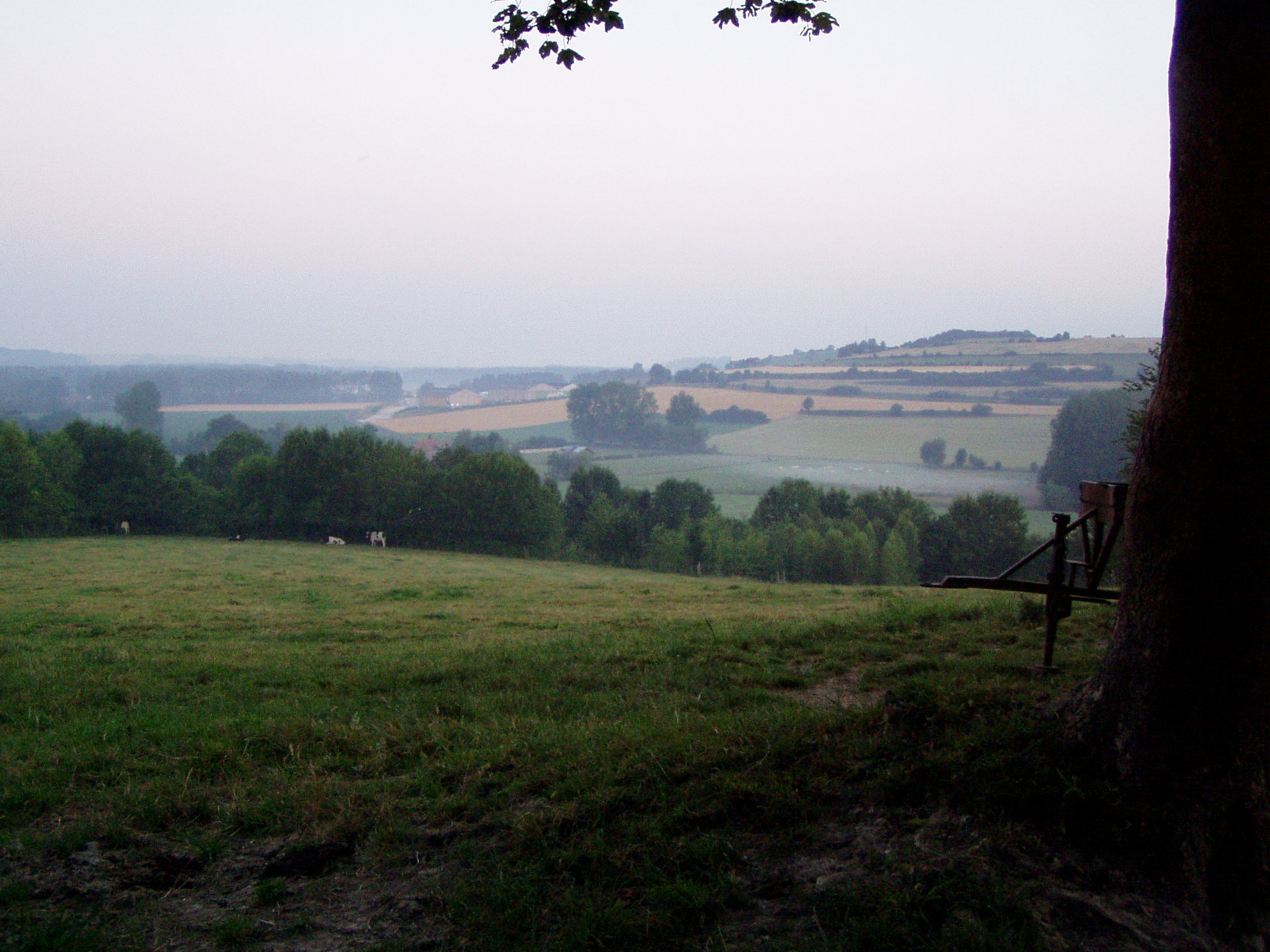
The countryside at Beaurainville

## Dân số
| 1962                                                                | 1968 | 1975 | 1982 | 1990 | 1999 |
| ------------------------------------------------------------------- | ---- | ---- | ---- | ---- | ---- |
| 1406                                                                | 1566 | 1909 | 1976 | 2093 | 1994 |
| Census count starting from 1962: Population without double counting |      |      |      |      |      |